# Bərdə (raion)
Pour les articles homonymes, voir Barda.
Bərdə est un raion d'Azerbaïdjan, dont le chef-lieu est la ville du même nom. Il fait partie de la région économique du Karabagh. La population s'élevait à 152 700 habitants en 2016.

## Géographie
Le raion s'étend sur 960 km2 dans la vallée de la Koura, au centre de la plaine du Karabagh. Il comprend la ville de Bərdə et 110 villages.

## Histoire
Barda est devenu le centre de la région gouvernée par le gouverneur pendant la période de Sassanides. Barda était la capitale de l'Albanie au Xe siècle. Le centre de l'église albanaise a été déplacé à la ville de Barda en 552, et a été occupé par les féodaux iraniens en 639. Par la suite, Barda a reçu l'autonomie par l'aide de Javanchir, le dirigeant d'Alban. Il devint une partie centrale de la province d'Arran en 752. Barda faisait partie de l'état Sassanides jusqu'aux années 1990 du IXe siècle.
Les restes d'objets culturels, couvrant du 2e millénaire avant notre ère jusqu'au dernier Moyen Âge, ont été trouvés et conservés à Barda. Les objets culturels ont été la tombe de Barda construite en 1322, les vestiges des remparts du VIe siècle, la mosquée Ibrahim et le cimetière du XVIIIe siècle, deux ponts datant des VIIe et IXe siècles sur le Tartare, le tombeau d'Akhsadan Baba du XIVe siècle et une tombe de huit points dans le village de Guloghlular datant du XVIIIe siècle. Toutes ces conclusions sont bien conservées par le gouvernement. En outre, la mosquée Juma construite en 1905 (ville de Barda), les bains publics du XIXe siècle, la mosquée Ugurbeyli (XIXe siècle), le mausolée Bahman Mirza et d'autres monuments historiques et architecturaux ont été découverts dans le village de Chirvanli.
Le raion est créé en 1930 en tant qu'unité administrative au sein de la république socialiste soviétique d'Azerbaïdjan.
Le centre administratif du rayon, la ville du même nom, a été gravement endommagé le 28 octobre 2020 à la suite d'une attaque des forces armées arméniennes contre la ville. À la suite de l'attaque, 21 personnes sont mortes et environ 70 ont été blessées[réf. nécessaire]. Un groupe de journalistes du New York Times, qui circulaient dans la rue principale de la ville, a également essuyé des tirs de roquettes du côté arménien et a enregistré une "série d'explosions assourdissantes" dans la ville. L'organisation de défense des droits humains Amnesty International et Human Rights Watch confirment l'utilisation de bombes à fragmentation interdites par l'Arménie.

## Économie
La partie fondamentale de son économie est la production agricole. Les principaux secteurs agricoles comprennent la culture de céréales et de coton.  Barda a une industrie développée,

## Population
La population du rayon était de 143.900 personnes jusqu'au 1er janvier 2011. Selon les informations officielles du 01.06.2012, la population de la région est de 147700 habitants. En outre, parmi les résidents il y a 222 invalides de guerre du Karabakh, 884 anciens combattants du Karabagh. et 41 les vétérans de la Grande Guerre patriotique,,
| Population     |         |
| Total          | 141 646 |
| Azerbaïdjanais | 141 485 |
| Turcs          | 97      |
| Russes         | 48      |
| tatars         | 5       |
| Ukrainiens     | 5       |
| Autre          | 6       |

| Villes et régions | 2011  | 2011   | 2011   | 2012  | 2012   | 2012   |
| Villes et régions | Total | hommes | femmes | Total | hommes | femmes |
| Rayon de Barda    | 143,9 | 72,1   | 71,8   | 146,6 | 73,5   | 73,1   |
| Ville de Barda    | 38,1  | 18,6   | 19,5   | 38,5  | 18,9   | 19,6   |
| Population rurale | 105,8 | 53,5   | 52,3   | 108,1 | 54,6   | 53,5   |

## Villes
Barda est une ville d'Azerbaïdjan.

## Culture
Les restes d'objets culturels, couvrant du 2e millénaire avant notre ère jusqu'au dernier Moyen Âge, ont été trouvés et conservés à Barda. Les objets culturels ont été la tombe de Barda construite en 1322, les vestiges des remparts du VIe siècle, la mosquée Ibrahim et le cimetière du XVIIIe siècle, deux ponts datant des VIIe et IXe siècles sur le Tartare, le tombeau d'Akhsadan Baba du XIVe siècle et une tombe de huit points dans le village de Guloghloular datant du XVIIIe siècle. Toutes ces conclusions sont bien conservées par le gouvernement. En outre, la mosquée Djuma construite en 1905 (ville de Barda), les bains publics du XIXe siècle, la mosquée Ougourbeyli (XIXe siècle), le mausolée Bahman Mirza  et d'autres monuments historiques et architecturaux ont été découverts dans le village de Chirvanli.

### Monuments
- Mosquée Ibrahim (construite aux VIIIe – IXe siècles)
- Tombeau de Bahram Mirza
- Tombeau "Akhsadan baba"
- Tombeau de Barda
- Mosquée Djuma
- 2 ponts sur la rivière de Tartar[5],[6]

## Galerie

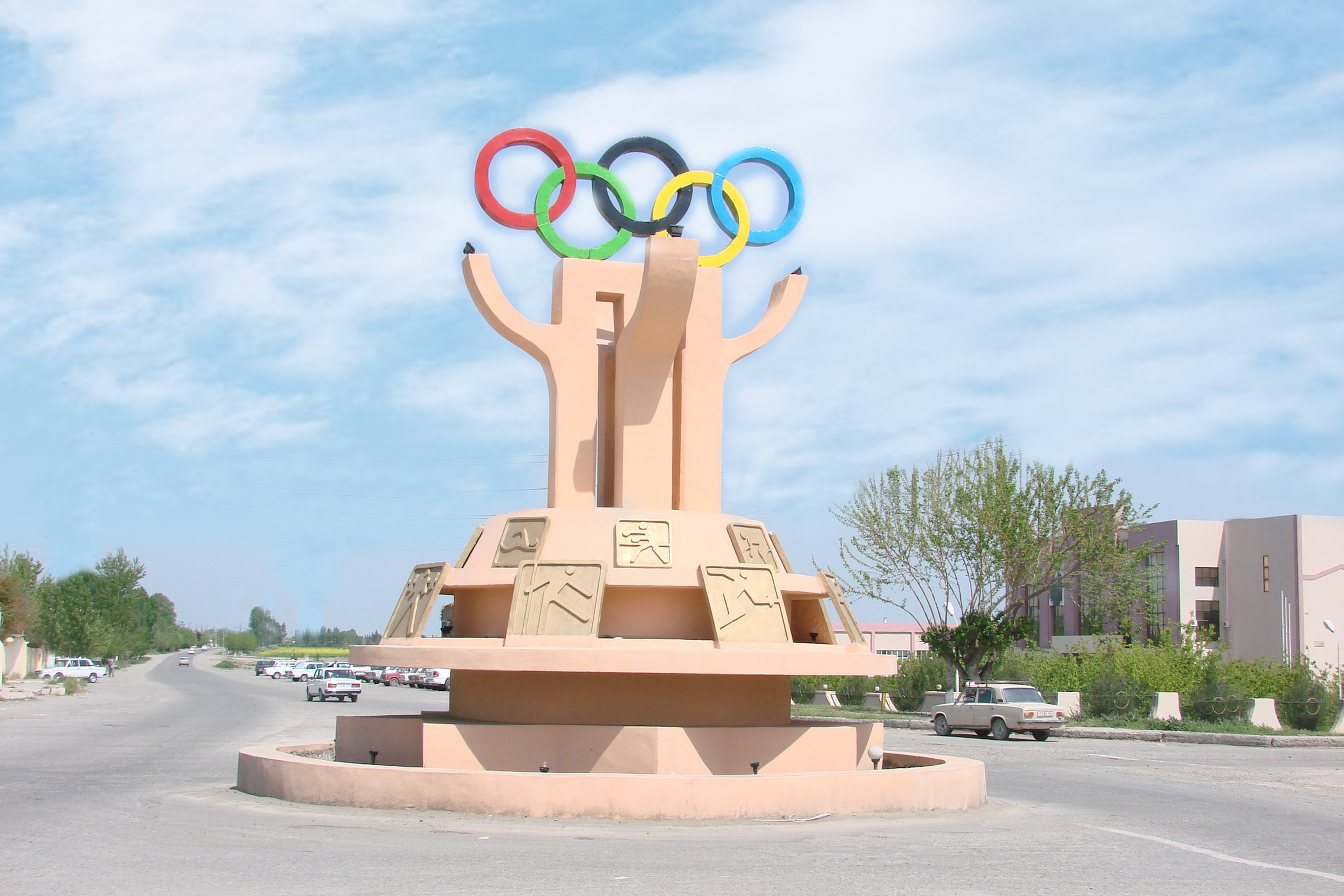
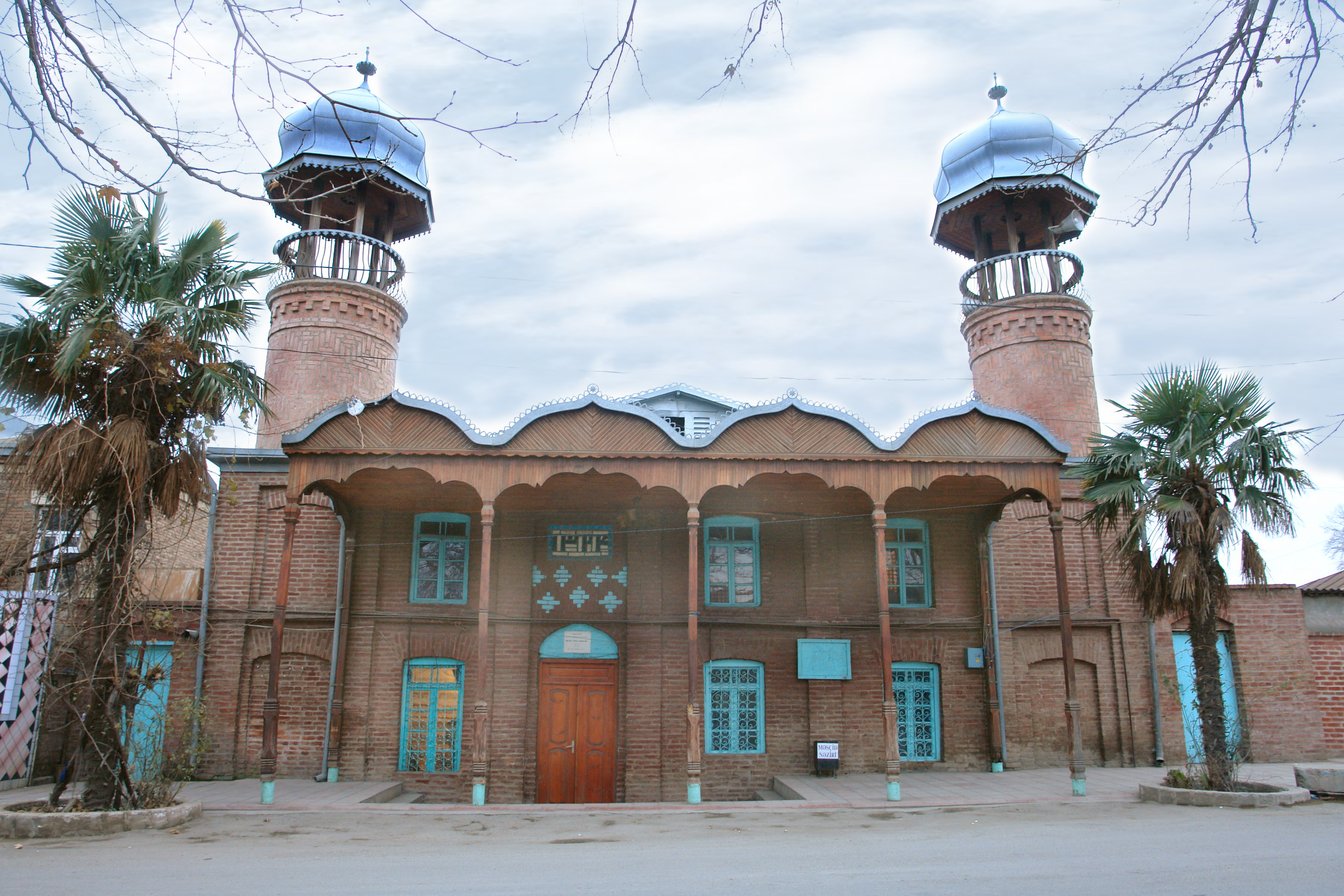
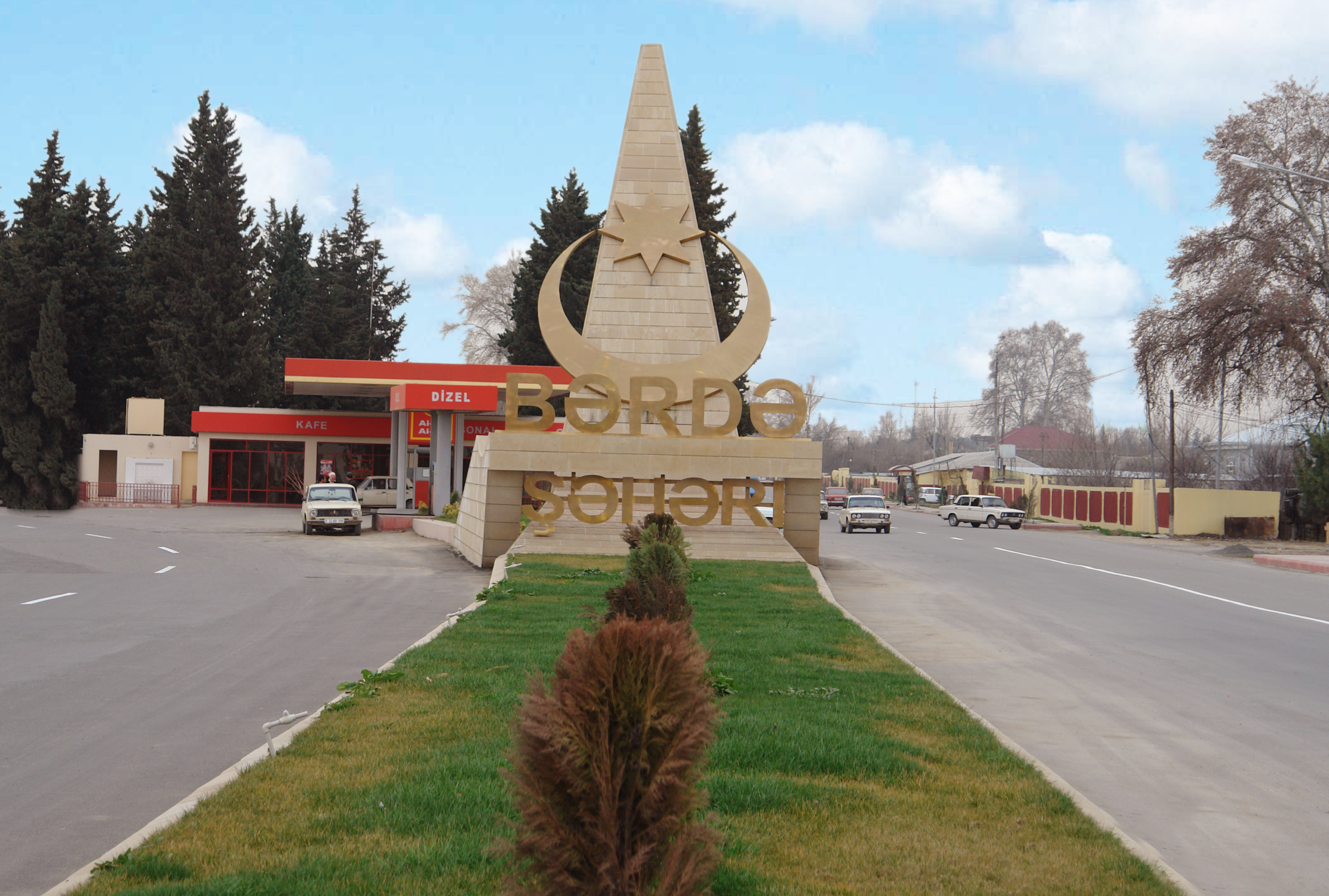
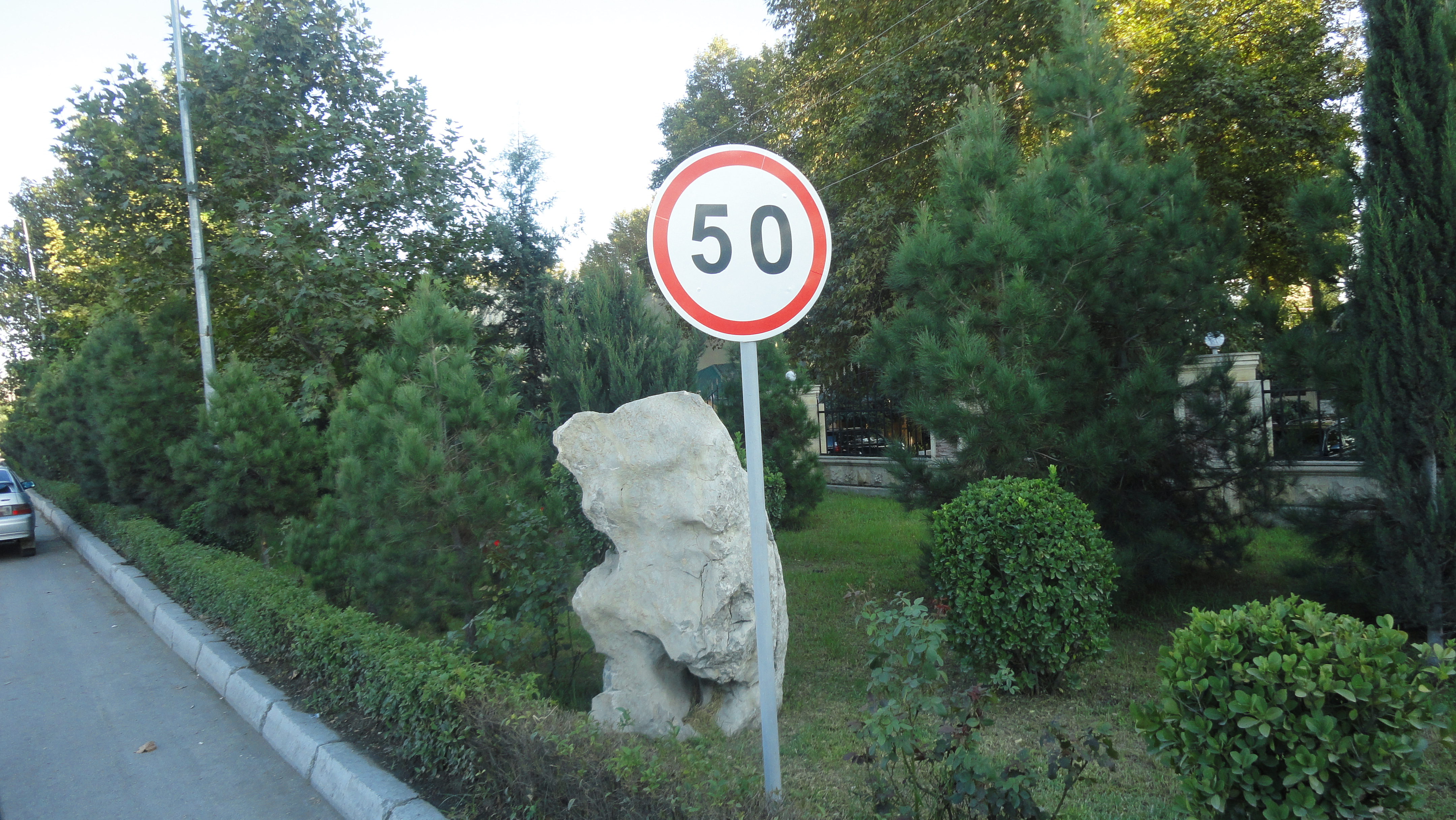
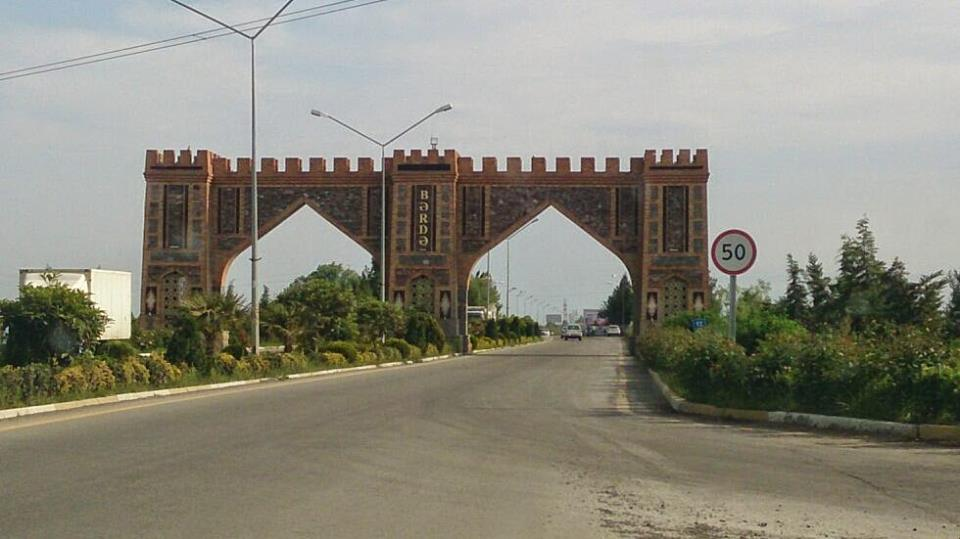
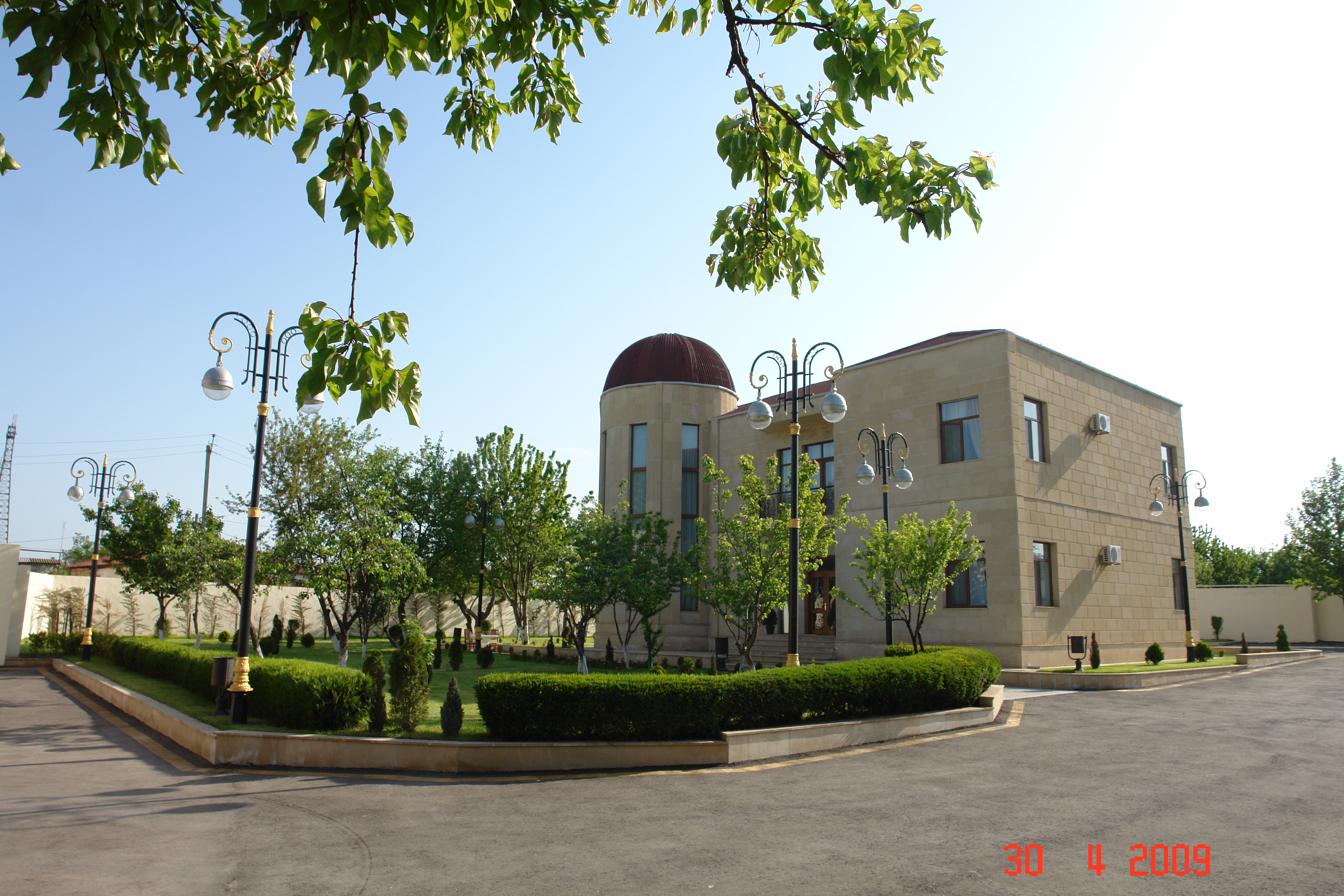

## Personnalités de Barda
- Alakbar bey Galabéyov
- Djumchud bey Vazirov
- Abdulkhalig Arrani
- Gazi Mahiaddin Bardai
- Mahammad Ibn Abdoulla Bardai
- Sadallah Al-Bardai
- Djamil Lanbaransky
- Alich Lanbaransky
- Djumchud Ibrahimov
- Saleh Hadjiyev
- Youcif Karimov
- Tarlan Moussayeva